# 大学教堂 (萨尔茨堡)

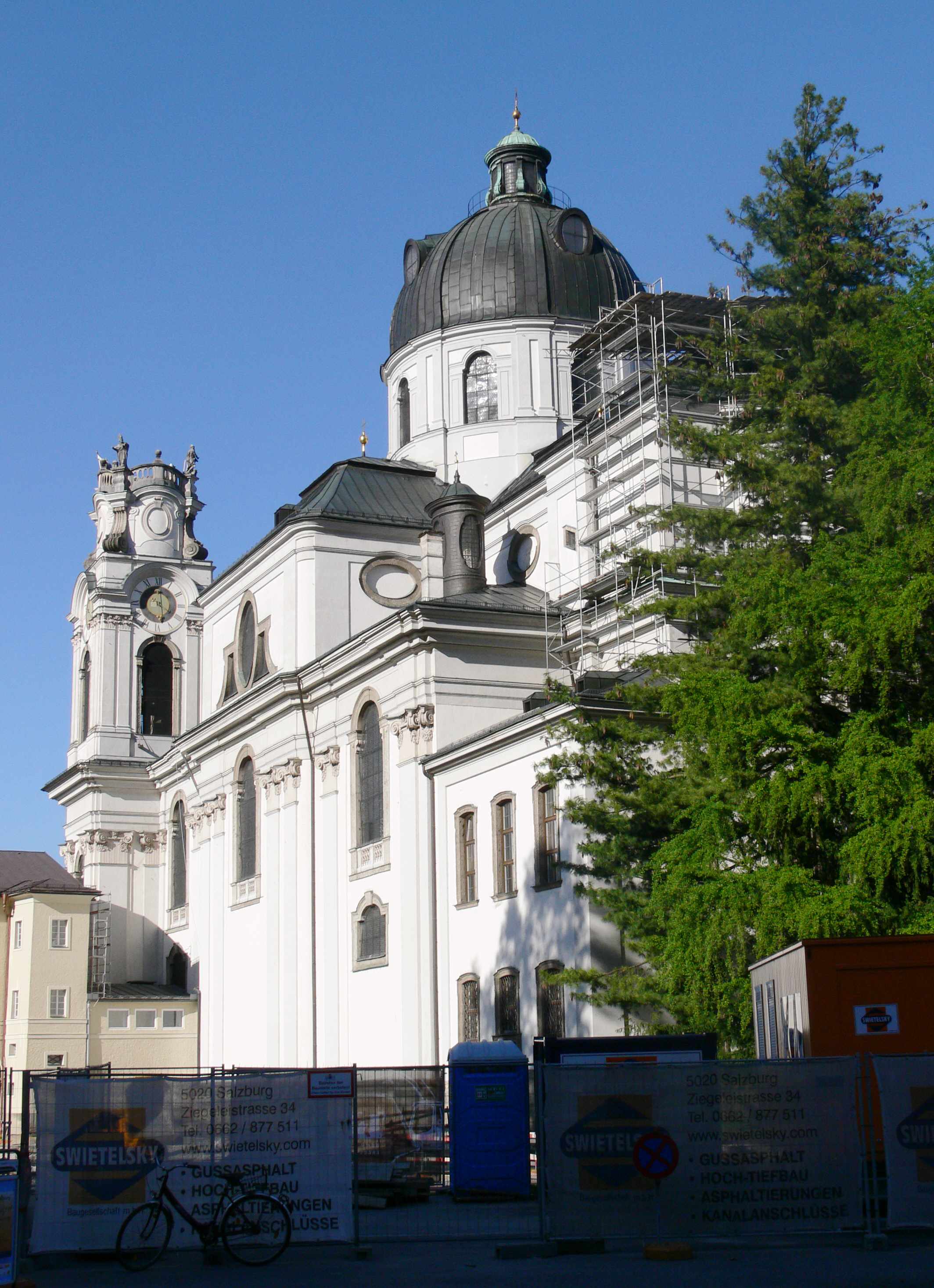
大学教堂

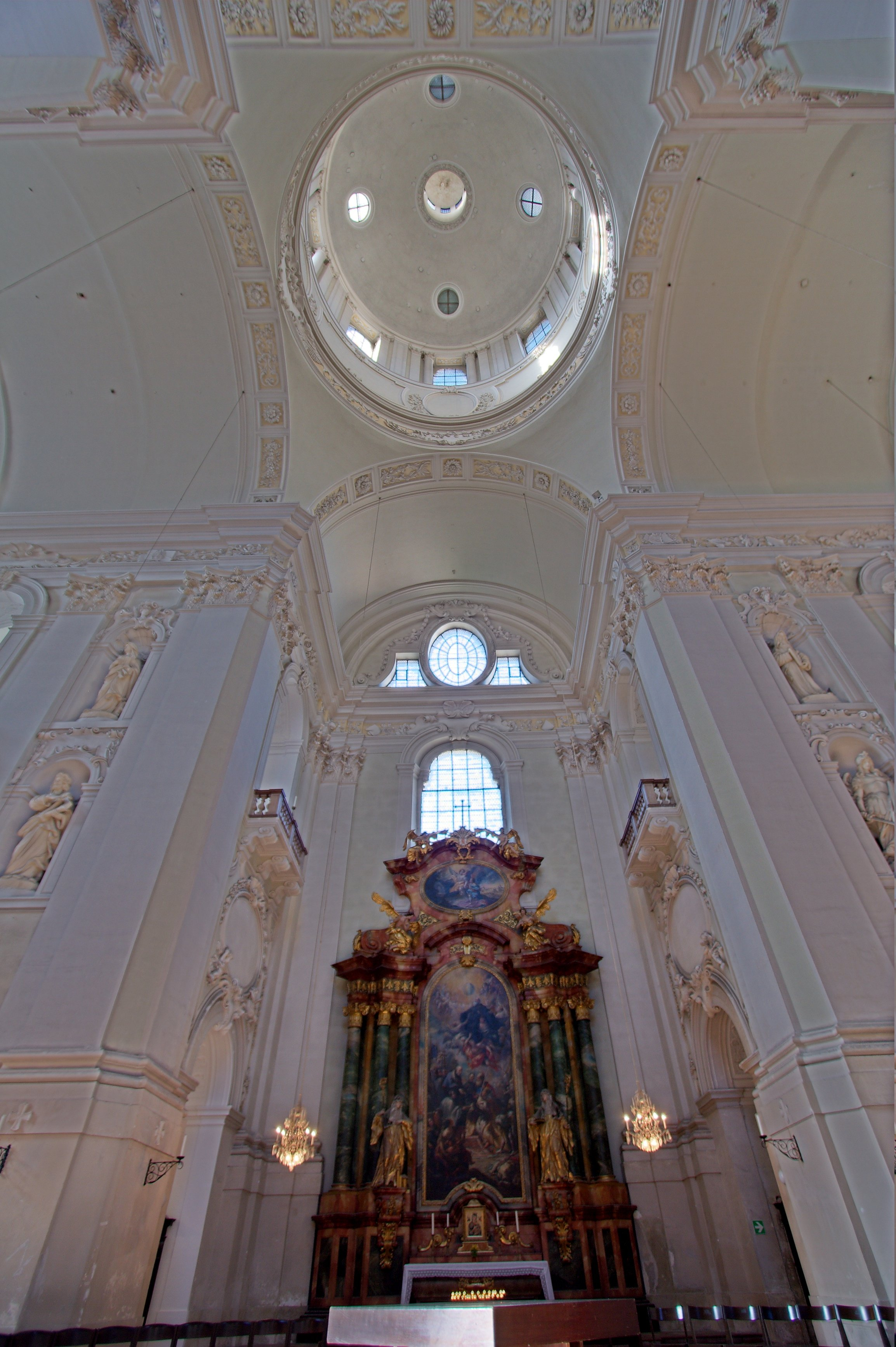
祭台和穹顶

大学教堂（Kollegienkirche， Universitätskirche）萨尔茨堡大学的一座天主教堂。

## 历史
建成于1707年，供奉无染原罪圣母。由奥地利建筑师约翰·本哈德·费歇尔·冯·埃尔拉赫设计建造。这座教堂现在是萨尔茨堡最大的教堂，与主教座堂规模相仿，是巴洛克建筑的杰作，享有国际声誉。 
大学教堂的室内设计为清一色的白色，没有绘画。这座教堂后来成为德国南部许多教堂参照的模型。 